# 馬鮁屬
馬鮁屬（學名：Polynemus），為輻鰭魚綱鰺形目馬鮁科的一個屬，馬鮁科傳統上屬鱸形目鱸亞目。

## 分布
本屬魚類分布於南亞至東南亞熱帶區域的淡水河流及印度洋至西太平洋沿岸河口海域，僅雙齒馬鮁（P. bidentatus）一種達遠洋帶。

## 深度
本屬多為底棲魚類，棲息水深約在1至25公尺。

## 特徵
本屬魚體如其它同科魚類，胸鰭可分為兩個部份，上部為普通鰭條，下部為游離的絲狀鰭條；本屬的游離鰭條多達14至15條，而其他同科魚類只有3至7條。本屬各物種小者體長可達15.3公分，大者可達到30公分。

## 分類
本屬目前受承認的物種有8個，如下：
- 長絲馬鮁 Polynemus aquilonaris Motomura, 2003
- 雙齒馬鮁 Polynemus bidentatus Motomura & Tsukawaki, 2006
- 野馬鮁 Polynemus dubius Bleeker, 1853：又稱長胸馬鮁
- 霍氏馬鮁 Polynemus hornadayi Myers, 1936
- 卡普阿斯馬鮁 Polynemus kapuasensis Motomura & van Oijen, 2003
- 黑手馬鮁 Polynemus melanochir Valenciennes, 1831：又稱黑鰭馬鮁
- 多線馬鮁 Polynemus multifilis Temminck & Schlegel, 1843
- 長指馬鮁 Polynemus paradiseus Linnaeus, 1758

## 生態
本屬生活於沙質或泥質底棲環境，肉食性魚類，以小型甲殼類、小魚及底棲生物為食。

## 經濟利用
本屬部份屬於經濟價值的魚類，如長指馬鮁、多線馬鮁、卡普阿斯马鲅為食用魚類，多線馬鮁及長絲馬鮁也是水族箱觀賞性魚類。

## 外部鏈接
- 維基物種上的相關：馬鮁屬